# Galinsoga parviflora
Espèce
Galinsoga parviflora, le Galinsoge à petites fleurs, est une espèce de plante à fleurs de la famille des Asteraceae, originaire d'Amérique du Sud. On la connait aussi sous les noms « herbe piment » ou « sournette blanche ».
En espagnol, elle est connue  sous le nom de guasca en Colombie, et de mielcilla au Costa Rica, et en allemand sous le nom de Franzosenkraut (herbe aux Français). Le nom anglais de gallant soldiers est un jeu de mots sur Galinsoga . En portugais elle est appelée picão-branco.
Cette espèce diploïde a 16 chromosomes (2n = 2x = 16).

## Nomenclature et étymologie
L’espèce a été décrite et nommée Galinsoga parviflora par le botaniste espagnol Antonio José Cavanilles en 1794 dans Icones et Descriptiones Plantarum 3(2): 41–42, pl. 281.
Le nom de genre Galinsoga est dédié à Mariano Martinez Galinsoga, directeur du Jardin botanique royal de Madrid au XVIIIe siècle. Ce genre fut créé en 1794 par Ruiz et Pavon dans l’édition de 1794 de Florae Peruvianae, et Chilensis Prodromus 110, pl. 24.
L’épithète spécifique parviflora, parviflorus, est un nom de latin botanique composé de deux étymons, parvus « petit » et flos  « fleur ».

## Synonymes
Plants of the World Online donne 20 synonymes (non valides), dont ceux-ci:
- Galinsoga acmella Steud.
- Galinsoga calva Sch.Bip.
- Galinsoga hirsuta Baker
- Sabazia microglossa DC.

## Description

### Appareil végétatif

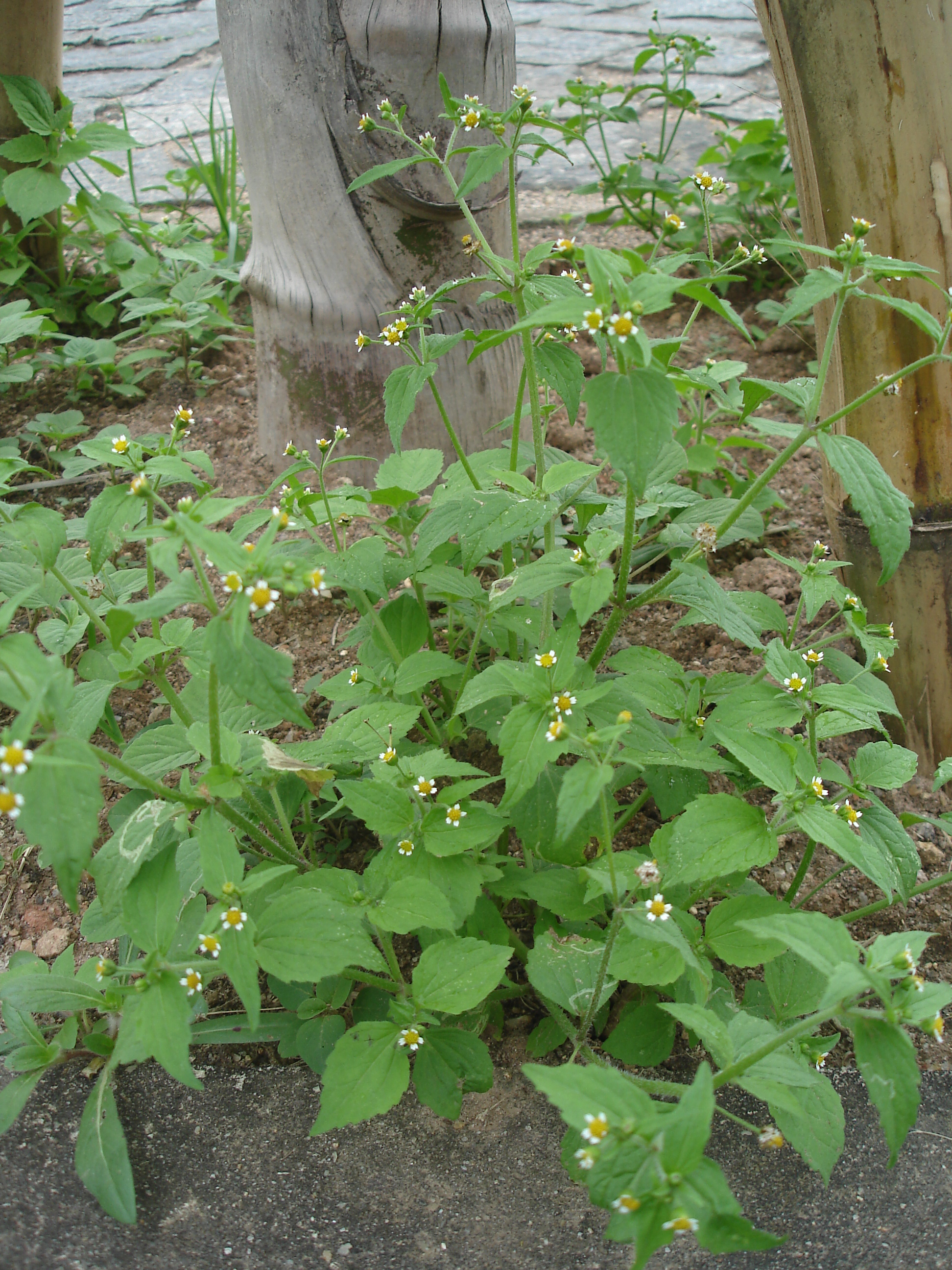
Port général de la plante.

Galinsoga parviflora est une plante herbacée annuelle, sensible aux gelées. Elle croît jusqu'à 60 cm de haut environ (exceptionnellement jusqu'à 1,2 m). Ses tiges poilues, généralement étalées, sont souvent ramifiées à la base. Les feuilles entières, ovales à pointe aigüe, dentées, opposées ont un pétiole très court.
Cette espèce est très peu velue, contrairement à Galinsoga quadriradiata à laquelle elle ressemble beaucoup.

### Appareil reproducteur

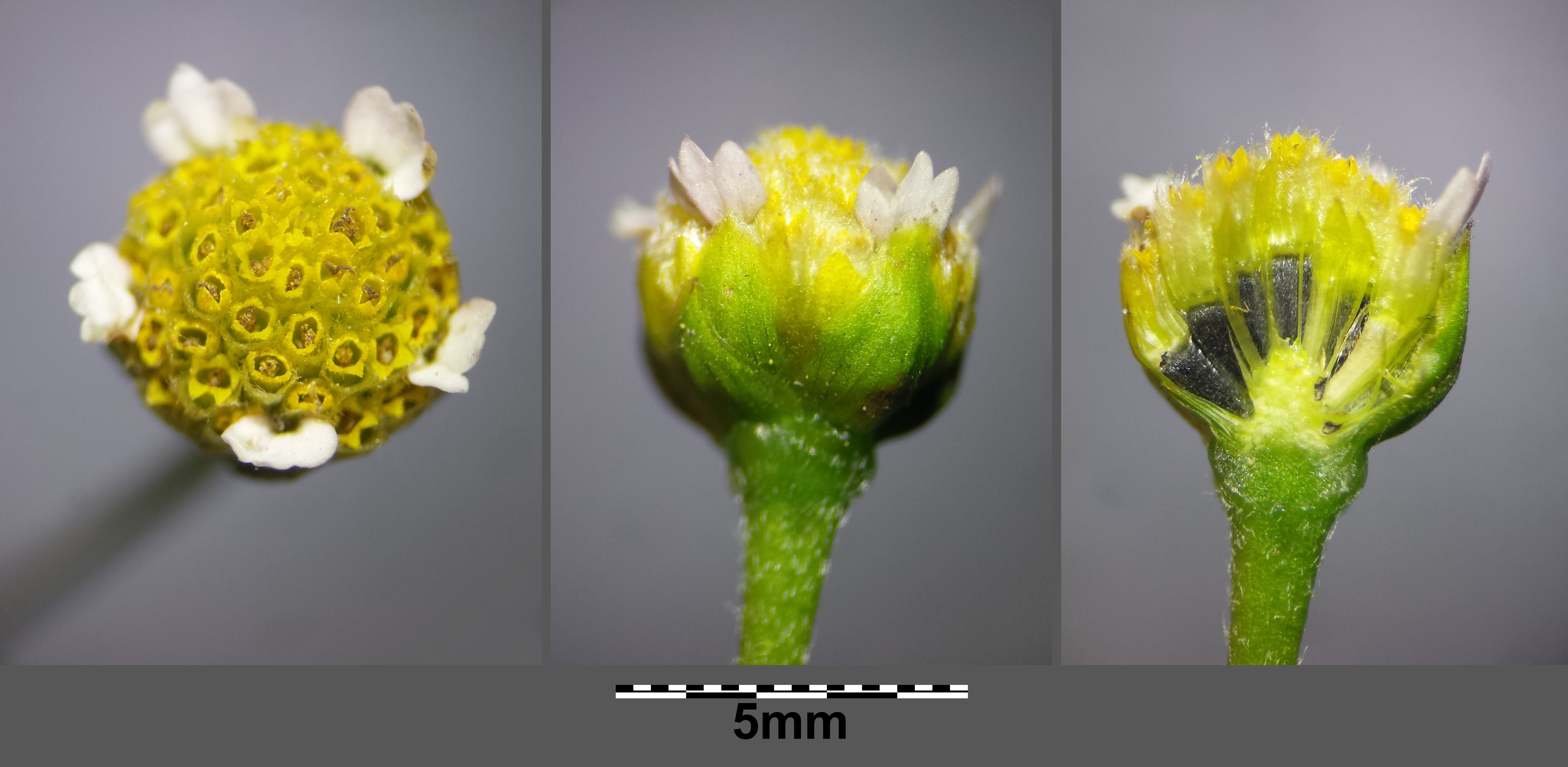
Les ligules blanches de la périphérie font moins de la moitié du diamètre du disque.

Les fleurs sont groupées en capitules de petite taille, terminaux ou axillaires, comprenant de 15 à 50 fleurons (fleurs tubulées) jaunes au centre, ornés de 3 à 8 (habituellement cinq) fleurs extérieures ligulées blanches. Les floraisons se succèdent de mai à octobre dans l'hémisphère nord. Les bractées de l’involucre sont persistantes.
Les graines sont des akènes de 2 mm de long environ (y compris l'aigrette). Le pappus (ou aigrette) des akènes périphériques est absent ou à 5-10 écailles laciniées de 0,5–1 mm. Les akènes discaux de 1,3–2,5 mm, glabres ou strigeux ; aigrette absente ou de 15-20 écailles grises, parfois blanches, linéaires, obtuses ou aiguës de 0,5-2 mm.
Le poids de 1000 graines est de 0,267 g. On compte en moyenne 26 graines par capitule, mais une plante peut en porter de 2000 à 15 000, voire bien plus, plusieurs floraisons se succédant sur le même pied jusqu'au premières gelées. Ces graines peuvent subsister dans le sol et rester viables de deux à cinq ans. En l'absence totale de dormance, elles peuvent germer immédiatement après leur maturité.

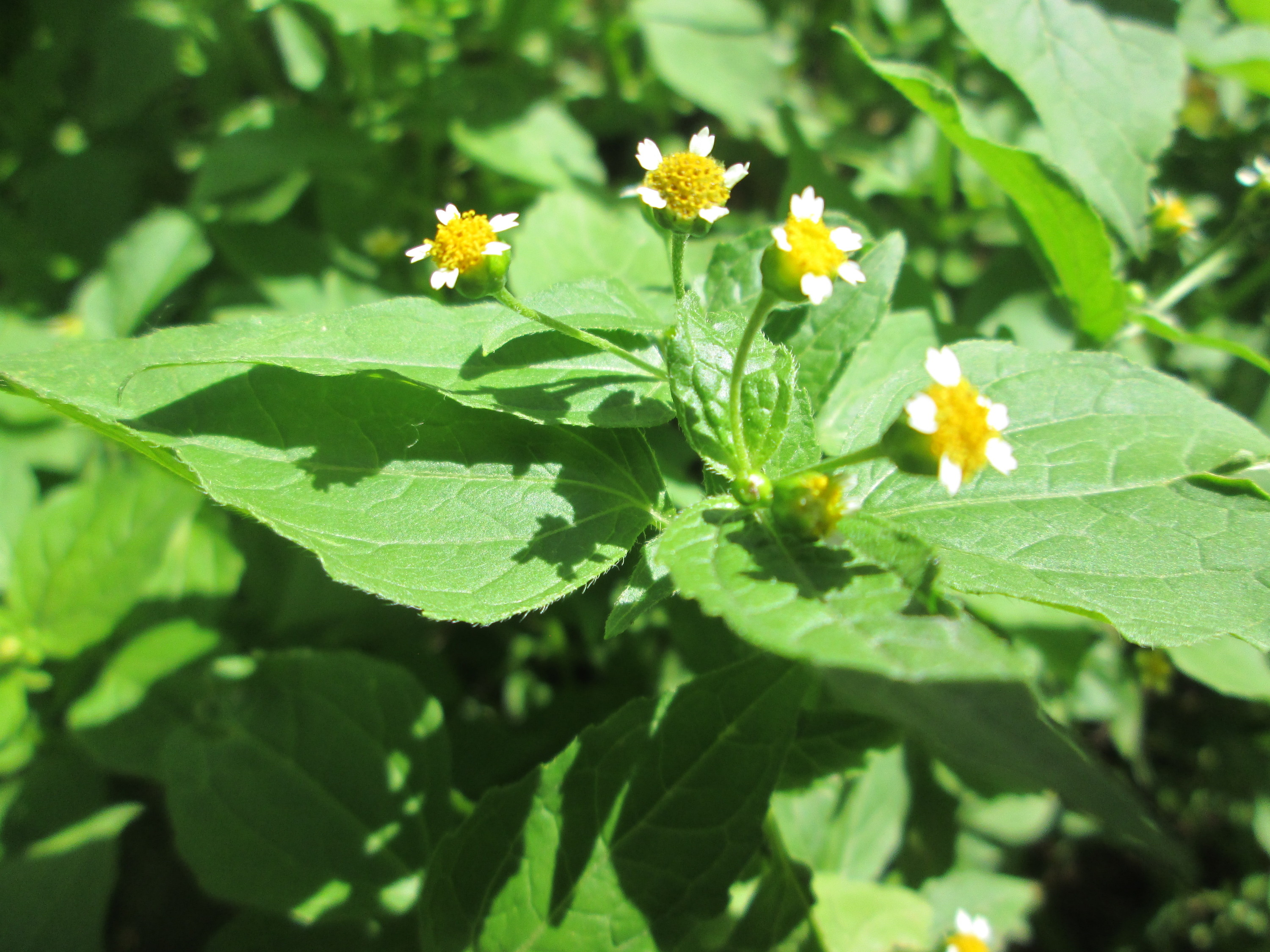
Galinsoga parviflora.
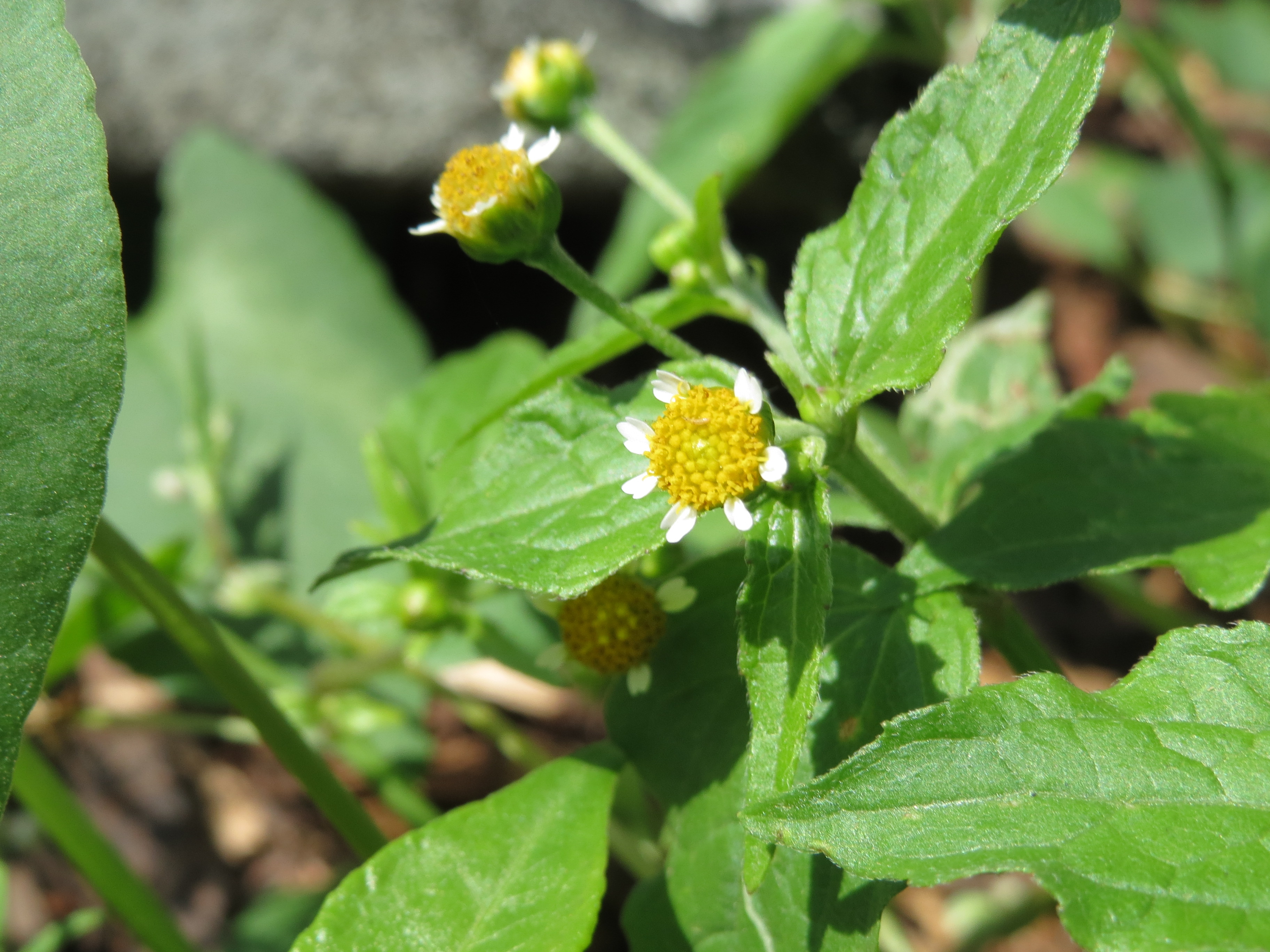
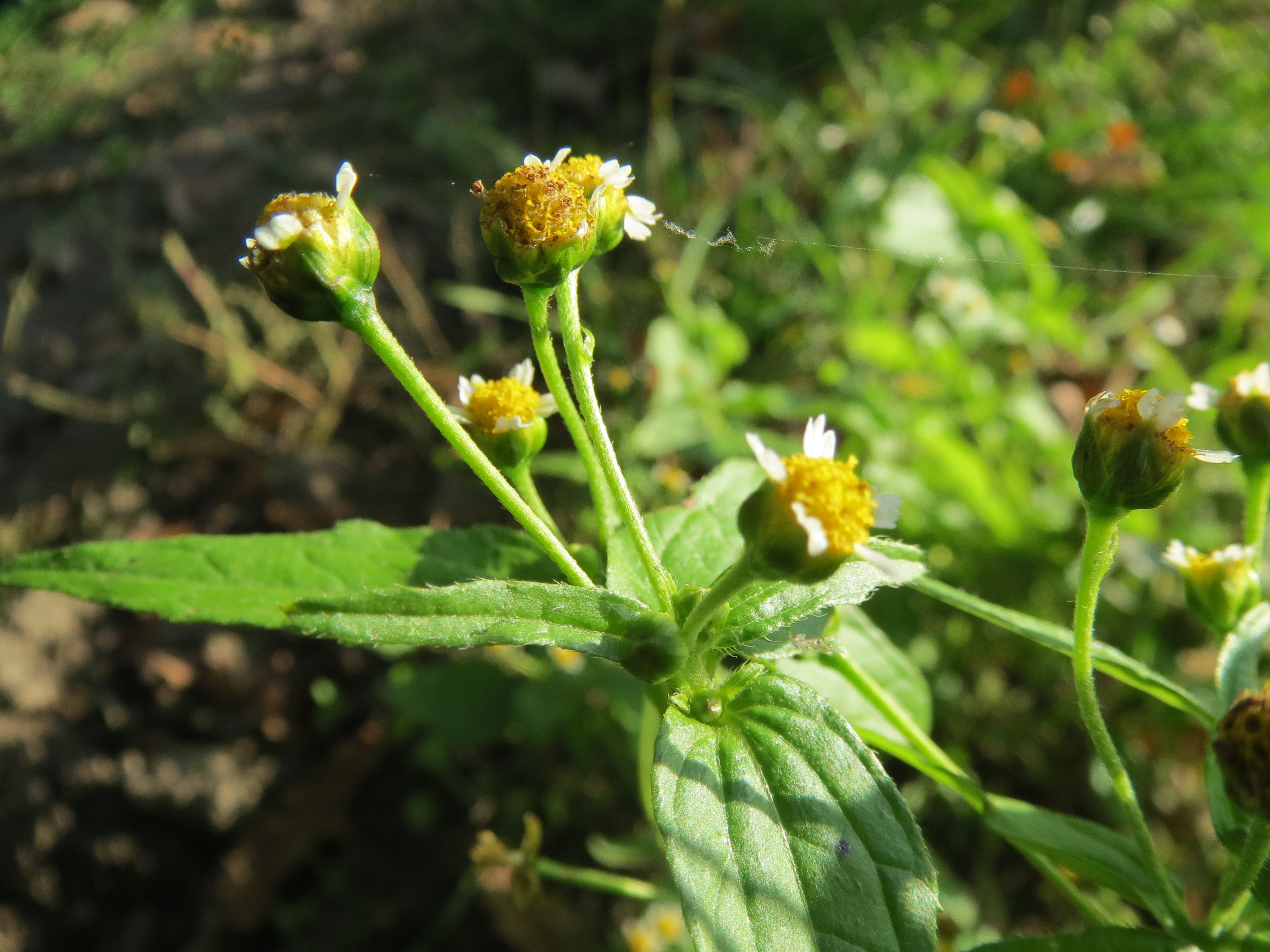
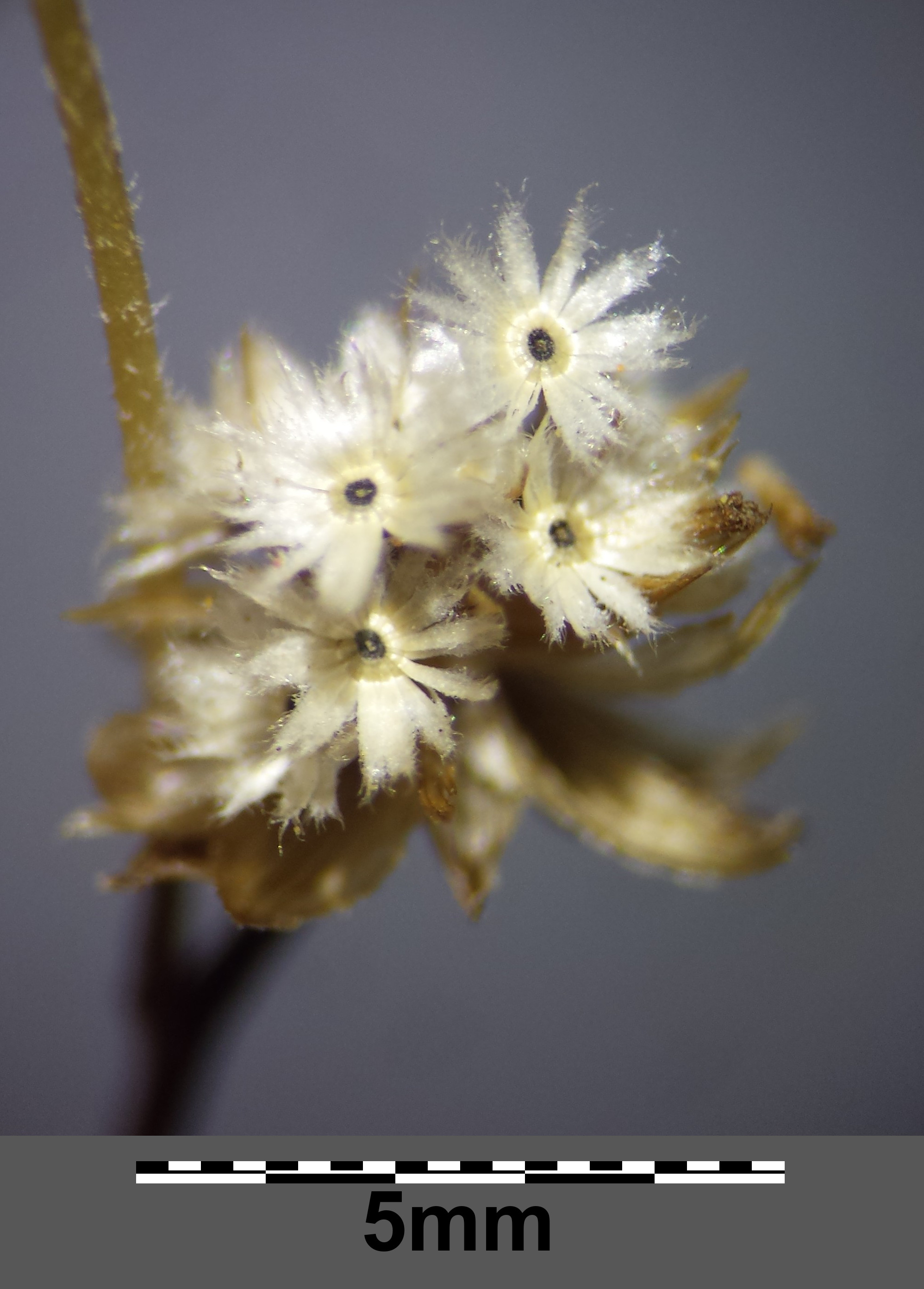
Écaille du pappus.

## Distribution et habitat
Selon Plants of the World Online, cette espèce est originaire d’Argentine, Chili, Bolivie, Brésil du Sud, Pérou, Équateur, Venezuela, Mexique, Équateur, Costa Rica.
Elle a été introduite en Amérique du Nord, Europe, certains pays d’Afrique, Turquie, Iran, Pakistan, Inde, Birmanie, Biélorussie, Ukraine, Ouzbékistan, Turkménistan, Corée, Japon, Australie (pour la liste complète voir POWO).
Galinsoga parviflora est répandue dans toutes les régions chaudes (tropicales et tempérées) du monde. C'est une  rudérale et adventice, qui pousse souvent en mélange avec l'espèce Galinsoga quadriradiata, également originaire d'Amérique du Sud et très proche morphologiquement. En France sa résistance à certains herbicides (tels le propyzamide) lui a permis de proliférer dans les cultures maraîchères. C'est une adventice courante et localement importante en Afrique tropicale. Cette plante, qui se plait dans les sols riches en éléments nutritifs et bien drainés, est considérée en Afrique comme un bon indicateur de la fertilité des sols.
Galinsoga parviflora fut introduite aux jardins botaniques royaux de Kew en provenance du Pérou en 1796, et de là se diffusa dans le milieu naturel en Grande-Bretagne. Selon d'autres sources, elle aurait pénétré en Europe sous forme de graines envoyées par les botanistes espagnols  Ruiz et Pavón aux herbiers de Paris et Madrid en 1794. C'est aujourd'hui une adventice cosmopolite, parfois consommée comme légume ou condiment.

## Utilisation

### alimentaire
Les feuilles sont comestibles. En Colombie, on utilise la plante comme condiment, sous la forme de feuilles séchées, pour aromatiser une soupe locale, l'ajiaco. C'est aussi un ingrédient entrant dans la composition de certaines salades.

### médicinale
En Afrique, les feuilles de galinsoga sont utilisées, notamment, pour calmer les piqûres d’orties et traiter les inflammations de la peau. Au Brésil, où la plante est appelée Picão branco, elle est considérée comme digestive et serait très utilisée en cas de maux d'estomac et autres troubles de l'appareil digestif.